# Йоанна Българска
Вижте пояснителната страница за други личности с името Йоанна Савойска.
Царица Йоанна или Царицата майка Йоанна, родена Джована Елисавета Антония Романа Мария Савойска (на италиански: Giovanna Elisabetta Antonia Romana Maria di Savoia; * 13 ноември 1907, Рим, Кралство Италия; † 26 февруари 2000, Ещорил, Португалия), е принцеса на Италия, принцеса на Албания, принцеса на Етиопия и чрез брак царица на българите (1930 – 1943), съпруга на цар Борис III и майка на Мария Луиза Сакскобургготска и на Симеон II Сакскобургготски.

## Произход
Йоанна е дъщеря на италианския крал Виктор Емануил III (* 1869, † 1947) и на черногорската принцеса Елена Петрович-Негош (* 1873, † 1952). Нейни дядо и баба по бащина линия са кралят и кралицата на Италия Умберто I и Маргарита Савойска, а по майчина – черногорският княз, а по-късно крал Никола I и княгиня Милена Вукотич. Йоанна е първа братовчедка на югославския крал Александър I Караджорджевич. Има един брат и три сестри:
- Йоланда Маргарита (* 1901, † 1986), графиня на Берголо като съпруга на Джорджо Карло Калви ди Берголо, принцеса на Италия, принцеса на Албания
- Мафалда Мария (* 1902, † 1944), титулярна ландграфиня на Хесен-Касел като съпруга на Филип фон Хесен-Касел, загинала в концлагера Бухенвалд, принцеса на Савоя, принцеса на Етиопия, принцеса на Албания
- Умберто II (* 1904, † 1983), принц на Пиемонт (1904 – 1946), последен крал на Италия (1946), съпруг на Мария-Жозе Белгийска
- Мария Франческа (* 1914, † 2001), принцеса на Парма, Пиаченца и Гуастала като съпруга на принц Луи-Шарл Бурбон-Пармски, принцеса на Италия, принцеса на Етиопия, принцеса на Албания.

## Биография

### Начални години
Младата савойска принцеса израства в семейството със сестрите си Йоланда, Мафалда, Мария Франческа и брат си Умберто, прекарвайки много време във Вила Савоя заедно с майка си, от която получава класическо образование. През септември 1923 г., на 16-годишна възраст, се разболява от тиф по същото време като сестра си Мафалда, така че семейството се страхува за живота им; тъй като те са подпомагани от две монахини от ордена на Света Киара, принцесата дава обет за преданост към Свети Франциск от Асизи в случай на възстановяване.
- Принцеса Йоанна Савойска като малка
- Виктор Емануил III със съпругата си Елена и децата си Йоланда, Мафалда, Умберто и Йоанна през 1908 г.

### Брак с Борис III
През 1927 г. Йоанна се среща за първи път с цар Борис III, който се възкачва на българския престол след абдикацията на баща му през 1918 г. Двамата се влюбват и се сгодяват официално, планирайки сватба. Бракът е сключен на 25 октомври 1930 г. в Асизи, със службата на подеста на Асизи Арналдо Фортини, упълномощен от крал Виктор Емануил III да ожени двойката първо с гражданска церемония, в присъствие на министър-председателя Бенито Мусолини. След това има религиозна церемония в базиликата „Сан Франческо“ в Асизи, където двамата се венчават по католически ритуал (изборът на място се дължи на обета на Йоанна за преданост към Свети Франциск, даден преди години). Пищният прием се провежда в близката Вила Фиделия близо до Спело. Провежда се и втора, православна церемония на 31 октомври 1930 г. в „Свети Александър Невски“ в София, където се състои и официалната коронация на новата царица. Джована променя името си на православния му вариант Йоанна.

### Царица на българите
С брака си с Борис III Йоанна става царица на българите. За Виктор Емануил III това е поредното завоевание за Савойската династия, която отново се нарежда сред основните европейски династии. Бракът е стратегически и за Черна гора, откъдето е майката на Йоанна, който вижда в съюза между Италия и България изгодна възможност да се възроди като малка независима държава в размирния район на Балканите (кралство Черна гора е престанало да съществува като независима държава след Първата световна война със създаването на Кралството на сърбите, хърватите и словенците, по-късно Югославия).
В допълнение към открития си и общителен характер Йоанна веднага е оценена в България заради славянския си произход и известно родство с българските владетели: нейната леля по майчина линия, принцеса Анна Черногорска, е съпруга на принц Франц Йосиф фон Батенберг, брат на Александър фон Батенберг, първият княз на Обединена България като Александър I.

### Криза
През 1940 г. цар Борис III успява да възвърне Добруджа от Румъния. През 1941 г., по време на пътуване до Германия, той се съгласява да се присъедини към Хитлер във Втората световна война с Италия и Япония, но царят, страхувайки се от народно въстание, отказва да обяви война на Съветския съюз.
Нарастващите репресии, извършвани от германците срещу евреите, подтикват царя и царицата да помогнат и защитят много от тях, за да ги спасят от нацистко преследване, карайки ги да избягат в чужбина на безопасни места. Този нагъл акт кара Хитлер спешно да поиска среща с Борис III през 1943 г., след което царят се завръща в родината си, за да умре само след три дни, вероятно от отравяне.
След смъртта на Борис III през 1943 г. синът му Симеон е обявен за цар, а управлението на страната е поверено на Регентски съвет, съставен от чичо му Кирил, генерал Михов и министър-председателят Богдан Филов.

### Изгнание
На 5 септември 1944 г. Съветският съюз обявява война на България; парализираното правителство се провъзгласява за неутрално и не оказва съпротива на настъплението на Червената армия. Присъединяват се партизани и военни, които тръгват с антифашистите, събират се в София и арестуват регентите, членовете на правителството и фашистките лидери. Провъзгласено е доминирано от комунистите правителство на Патриотичния фронт и Кимон Георгиев е назначен за министър-председател. Гробът на цар Борис III в Рилския манастир е осквернен, а тялото е занесено на тайно място и никога повече не е намерено, с изключение на сърцето, което днес е погребано в манастирската църква.
На 8 септември 1946 г. е свикан референдум, резултатът от който е пилотиран от Съветския съюз, и монархията на практика е премахната. След като е обявено, че мнозинството от избирателите са гласували за република, Йоанна и двете ѝ деца са принудени да напуснат страната. Първо отива в Египет при родителите ѝ, който също са изгнаници след референдум против монархията през 1946 г. в Италия. След това, след категоричен отказ на Италия, която не намира за уместно да приеме българското царско семейство, като кралицата е савойска, през 1950 г. диктаторът Франсиско Франко им предлага политическо убежище в Испания. Накрая, след като омъжва децата си, Йоанна се присъединява към брат си Умберто II Савойски в Кашкайш, Португалия.
През 1964 г. Йоанна издава своите спомени на италиански език в Милано, преведени през 1991 г. на български.

### Последни години и смърт
Последните години от живота си Йоанна прекарва във вила „Янтра“ в португалския курорт Ещорил. Тя се завръща в България за първи път през 1993 г., след падането на комунизма, посрещната с голям ентусиазъм, за 50-та годишнина от смъртта на съпруга ѝ Борис III.
Умира в Ещорил на 26 февруари 2000 г. на 92-годишна възраст. Иска да бъде погребана в Италия, в общинското гробище на Асизи, в параклиса на монасите. Тя е много отдадена на Свети Франциск и на Третия францискански орден (Францискански терциери).
- Параклис на Малките братята конвентуалци в общинското гробище на Асизи
- Мемориална плоча на царица Йоанна Българска на параклиса в Асизи

## Брак и потомство
∞ 25 октомври 1930 в папската базилика „Свети Франциск“ в град Асизи по католическия ритуал, 31 октомври 1930 с православна церемония в „Свети Александър Невски“ в София за Борис III (* 30 януари 1894, София; † 28 август 1943, пак там), престолонаследник и княз Търновски (30 януари 1894 – 2 октомври 1918), цар на българите (3 октомври 1918 – 28 август 1943), син на Фердинанд I, княз на България (7 юли 1887 – 22 септември 1908) и цар на българите (22 септември 1908 – 3 октомври 1918), и на Мария-Луиза Бурбон-Пармска, италианска принцеса, от когото има син и дъщеря:
- Мария Луиза София Сакскобурготска (* 13 януари 1933, София), българска княгиня; ∞ 1. 4 февруари 1957 в замъка в Аморбах (граждански), 20 февруари 1957 в Кан (църковно) за принц Карл Владимир Ернст Хайнрих фон Лайнинген (* 2 януари 1928, Кобург; † 28 септември 1990, Кан), син на княз Карл фон Лайнинген и на руската велика княгиня Мария Кириловна Романова, от когото има двама сина. Развод 1968. 2. 16 ноември 1969 г. в Торонто за поляка Бронислав Хробок (* 27 август 1933, Катовице, Полша), син на полковник Павел Хробок и на Мария Церновска, от когото има дъщеря и син.
- Симеон Сакскобурготски (* 16 юни 1937, София), принц на Търново, като Симеон II цар на българите (1943 – 1946), министър-председател на България (2001 – 2005), ∞ 20 януари 1962 в Лозана за Мария Гомес-Асебо и Сеюела, от която има четирима сина и една дъщеря.

- Цар Борис III, 
съпруг
- Мария Луиза, 
дъщеря
- Симеон,
 син

## Памет
На царица Йоанна е наречен булевард в София (Карта).

## Свита
- Елена Петрова-Чомакова – придворна дама
- Мария Петрова-Чомакова – придворна дама
- Надежда Станчова – придворна дама
- Теодора Станчова – придворна дама
- Анна Сарафова – придворна дама
- г-ца Берберова – преподавателка по български език
- г-ца Надя Стоянова – лична секретарка (1943)
- Станислав Балан – личен секретар (1943 – )
- Поручик Антон Разсуканов – адютант
- Полк. Христо Бърдаров – адютант (1943 – 1946)